# Фонтен ле Капи
Фонтен ле Капи (фр. Fontaine-lès-Cappy) насеље је и општина у североисточној Француској у региону Пикардија, у департману Сома која припада префектури Перон.
По подацима из 2011. године у општини је живело 48 становника, а густина насељености је износила 13,83 становника/km². Општина се простире на површини од 3,47 km². Налази се на средњој надморској висини од 41 метар (максималној 91 m, а минималној 47 m).

## Демографија
| 1962. | 1968. | 1975. | 1982. | 1990. | 1999. | 2011. |
| ----- | ----- | ----- | ----- | ----- | ----- | ----- |
| 88    | 97    | 76    | 82    | 69    | 53    | 48    |

График промене броја становника у току последњих година